# قبر الغريب (القفر)

تعديل مصدري - تعديل

قبر الغريب محلة تابعة لقرية الحصن والقلعة، التابعة لعزلة الكرابة بمديرية القفر إحدى مديريات محافظة إب في الجمهورية اليمنية.، بلغ تعداد سكانها 37 حسب تعداد اليمن لعام 2004.